# 罗兴站
羅興站（韓語：라흥역）是位于朝鮮民主主義人民共和國咸鏡南道利原郡羅興勞動者區的一個鐵路車站，屬於平羅線與利原线。

## 邻近车站
平羅線
乾自站 - 羅興站 - 曾山站
利原线
利原铁山站 - 羅興站 - 曾山站